# Championnat d'Argentine de football 1933
Navigation
Saison précédente Saison suivante
La saison 1933 du Championnat d'Argentine de football est la 3e édition professionnelle de la première division argentine. Le championnat rassemble les 18 meilleures équipes du pays au sein d'une poule unique, où chaque club rencontre tous ses adversaires deux fois, à domicile et à l'extérieur. Le championnat passe de 18 à 14 clubs la saison prochaine, les six derniers du classement sont donc relégués et deux clubs de seconde division sont promus.
C'est le club de San Lorenzo de Almagro qui termine en tête du championnat et remporte le 4e titre de champion d'Argentine de son histoire.

## Les 18 clubs participants
| \| Buenos Aires La Plata \| Villes représentées lors de la saison 1933 |
| Buenos Aires La Plata                                                  |

- Boca Juniors
- San Lorenzo de Almagro
- Estudiantes (La Plata)
- River Plate
- Racing Club
- Independiente
- Chacarita Juniors
- Huracán
- Velez Sarsfield
- Ferro Carril Oeste
- Argentinos Juniors
- Gimnasia y Esgrima (La Plata)
- Platense
- Quilmes
- Talleres (Remedios de Escalada)
- Tigre
- Lanús
- Atlanta

## Compétition

### Classement
Le classement est établi en utilisant le barème suivant :
- Victoire : 2 points
- Match nul : 1 point
- Défaite, forfait ou abandon : 0 point

| Rang | Équipe                          | Pts | J  | G  | N  | P  | Bp | Bc | Diff |
| ---- | ------------------------------- | --- | -- | -- | -- | -- | -- | -- | ---- |
| 1    | San Lorenzo de Almagro          | 50  | 34 | 22 | 6  | 6  | 81 | 48 | +33  |
| 2    | Boca Juniors                    | 49  | 34 | 22 | 5  | 7  | 86 | 47 | +39  |
| 3    | Racing Club                     | 48  | 34 | 21 | 6  | 7  | 76 | 33 | +43  |
| 4    | River Plate T                   | 46  | 34 | 20 | 6  | 8  | 71 | 36 | +35  |
| 5    | Gimnasia y Esgrima (La Plata)   | 46  | 34 | 21 | 4  | 9  | 90 | 55 | +35  |
| 6    | Independiente                   | 41  | 34 | 18 | 5  | 11 | 54 | 39 | +15  |
| 7    | Vélez Sársfield                 | 38  | 34 | 15 | 8  | 11 | 60 | 43 | +17  |
| 8    | Chacarita Juniors               | 35  | 34 | 14 | 7  | 13 | 55 | 61 | -6   |
| 9    | Platense                        | 31  | 34 | 11 | 9  | 14 | 61 | 74 | -13  |
| 10   | Estudiantes (La Plata)          | 30  | 34 | 12 | 6  | 16 | 60 | 65 | -5   |
| 11   | Ferro Carril Oeste              | 28  | 34 | 9  | 10 | 15 | 43 | 56 | -13  |
| 12   | Huracán                         | 27  | 34 | 10 | 7  | 17 | 49 | 60 | -11  |
| 13   | Quilmes                         | 26  | 34 | 8  | 10 | 16 | 41 | 61 | -20  |
| 14   | Argentinos Juniors              | 25  | 34 | 8  | 9  | 17 | 45 | 71 | -26  |
| 15   | Lanús                           | 24  | 34 | 7  | 10 | 17 | 52 | 76 | -24  |
| 16   | Talleres (Remedios de Escalada) | 23  | 34 | 7  | 9  | 18 | 61 | 84 | -23  |
| 17   | Atlanta                         | 23  | 34 | 9  | 5  | 20 | 46 | 70 | -24  |
| 18   | Tigre                           | 22  | 34 | 9  | 4  | 21 | 44 | 96 | -52  |

|  | Champion d'Argentine 1933      |
|  | Relégation en Segunda Division |
|  | T : Tenant du titre            |

## Bilan de la saison
| Tableau d'Honneur                   |                        |
| Compétition                         | Vainqueur              |
| Championnat d'Argentine de football | San Lorenzo de Almagro |

| Promotions et relégations    |                                                                                |
| Promus en Primera Division   | Union Talleres-Lanus Union Atlanta-Argentinos Juniors                          |
| Relégués en Segunda Division | Quilmes Argentinos Juniors Lanús Tigre Talleres (Remedios de Escalada) Atlanta |